# Le Collectionneur d'estampes
Le Collectionneur d'estampes est une peinture réalisée en 1866 par l'artiste français Edgar Degas. Réalisée à l'huile sur toile, la peinture fait actuellement partie de la collection du Metropolitan Museum of Art de New York . 

## Description
Le tableau représente un collectionneur d'art âgé dans sa modeste galerie. Sont disposées un certain nombre d'estampes démodées bon marché accompagnées d'art chinois et japonais plus précieux. La scène symbolise un collectionneur à l'ancienne, accumulant de manière obsessionnelle un éventail d'œuvres d'art. C'est l'une des nombreuses peintures de Degas montrant des personnes au travail d'une manière qui définit leur caractère.   
L'œuvre est exposée à la galerie 815 du Metropolitan Museum. 